# 한국델몬트후레쉬프로듀스
한국델몬트후레쉬프로듀스(영어: Korea Del Monte Fresh Produce)는 미국에 본사를 두고 있는 청과 업체인 델몬트의 한국 법인이자 대한민국의 청과 수입회사이다.

## 같이 보기
- 델몬트 푸즈
- 롯데칠성음료